# Juli Ticià
Juli Ticià (en llatí: Julius Titianus) va ser un escriptor romà, pare del retòric Ticià el Jove que va ser mestre del jove Maximí. Per tant, Juli Ticià se situa als regnats de Còmmode, Pèrtinax i Sever. Totes les seves obres s'han perdut. Es veu que li deien «el simi», perquè imitava tots els escrits de la seva època.
Va escriure: 
- 1. Una descripció de les províncies de l'Imperi, que probablement és l'obra coneguda per Chorographia
- 2. Epistolae, que havia escrit per a dones distingides i imitava l'estil de Ciceró.
- 3. Rhetorica.
- 4. Themata, temes o assumptes per declamar, imitats de Virgili.[1]